# Myriam van Rooyen-Steenman
Maria Hendrika Leonarda van Rooyen-Steenman –conocida como Myriam van Rooyen-Steenman– (Ámsterdam, 17 de abril de 1950) es una deportista neerlandesa que compitió en remo.
Ganó una medalla de plata en el Campeonato Mundial de Remo de 1974 y dos medallas en el Campeonato Europeo de Remo, bronce en 1972 y oro en 1973.

## Palmarés internacional
| Campeonato Mundial | Campeonato Mundial | Campeonato Mundial | Campeonato Mundial |
| Año                | Lugar              | Medalla            | Prueba             |
| ------------------ | ------------------ | ------------------ | ------------------ |
| 1974               | Lucerna (Suiza)    | Medalla de plata   | Cuatro con timonel |
| Campeonato Europeo |                    |                    |                    |
| Año                | Lugar              | Medalla            | Prueba             |
| 1972               | Brandeburgo (RDA)  | Medalla de bronce  | Cuatro con timonel |
| 1973               | Moscú (URSS)       | Medalla de oro     | Cuatro con timonel |